# Temporada de tufões no Pacífico de 1996
A temporada de tufões no Pacífico de 1996 não tem limites oficiais; durou o ano todo em 1996, mas a maioria dos ciclones tropicais tende a se formar no noroeste do Oceano Pacífico entre maio e novembro. Essas datas delimitam convencionalmente o período de cada ano em que a maioria dos ciclones tropicais se forma no noroeste do Oceano Pacífico.
O escopo deste artigo é limitado ao Oceano Pacífico, ao norte do equador e a oeste da linha internacional de data. As tempestades que se formam a leste da linha de data e ao norte do equador são chamadas de furacões; veja a temporada de furacões de 1996 no Pacífico. As tempestades tropicais formadas em toda a bacia do Pacífico Ocidental receberam um nome do Joint Typhoon Warning Center. As depressões tropicais nesta bacia têm o sufixo "W" adicionado ao seu número. As depressões tropicais que entram ou se formam na área de responsabilidade das Filipinas recebem um nome da Administração de Serviços Atmosféricos, Geofísicos e Astronômicos das Filipinas ou PAGASA. Muitas vezes, isso pode fazer com que a mesma tempestade tenha dois nomes, como Herb ou Sally.

## Sistemas

### Tempestade tropical 01W (Ásia)
Em 23 de fevereiro, uma grande área de convecção se desenvolveu ao sul do Mar das Filipinas. A convecção se desenvolveu em uma área de baixa pressão e foi inicialmente afetada pelo cisalhamento do vento, mas as condições depois tornaram-se favoráveis, o que permitiu que ela se fortalecesse rapidamente em 27 de fevereiro antes de se tornar uma depressão tropical mais tarde naquele dia. O JMA atualizou 01W em uma tempestade tropical antes de flutuar sobre as Filipinas em 29 de fevereiro e enfraquecer ligeiramente devido à interação terrestre. Em 1 de março, uma frente fria trouxe ar frio e seco e cisalhamento vertical do vento que empurrou o sistema para o sul fez com que o centro de circulação de baixo nível do sistema ficasse exposto.

### Tempestade tropical Ann (Biring)
Ann (Biring) desenvolveu-se em 30 de março. A tempestade atingiu as Filipinas em 7 de abril e se dissipou três dias depois.

### Depressão tropical 03W
A depressão tropical 03W existiu no Mar da China Meridional de 25 a 26 de abril.

### Tufão Bart (Konsing)
Bart existiu de 8 a 18 de maio.

### Câmera de tempestade tropical (Ditang)
Cam desenvolveu-se sobre o Mar da China Meridional em 18 de maio. O ciclone seguiu de nordeste para leste-nordeste e se dissipou sobre o Oceano Pacífico em 23 de maio.

### Tufão Dan
Dan existiu de 5 a 11 de julho.

### Tufão Eve
Um vale troposférico superior tropical gerou a depressão tropical 7W em 10 de julho sobre o Pacífico Ocidental aberto. Seguiu geralmente para oeste-noroeste, fortalecendo-se para uma tempestade tropical no dia 14. No dia 15 a véspera tornou-se um tufão, que foi seguido por um período de aprofundamento explosivo para tufão de 100 mph, com queda de pressão de 40 mb desde o início do dia 15 até o início do dia 16. Um ciclo de substituição da parede do olho enfraqueceu Eve para tufão de 95 mph, mas quando a parede externa do olho se contraiu, a tempestade novamente atingiu velocidades de vento de 97 mph antes de atingir o sul do Japão no dia 18. Enfraquecendo rapidamente sobre as montanhas, Eve virou para o leste sobre as ilhas e o último aviso foi emitido no dia 20. Tornou-se uma tempestade tropical a leste do Japão e continuou para nordeste até a dissipação no dia 27. Eve, apesar de ser uma categoria 4 em terra firme, não causou mortes relatadas e apenas 9 feridos.

### Tempestade tropical severa Frankie (Edeng)
Um vale de monção ativo sobre o Oceano Pacífico Ocidental desenvolveu 3 tufões; Frankie, Gloria e Herb. O primeiro, Frankie, desenvolveu-se no Mar da China Meridional em 19 de julho. Ele seguiu para oeste-noroeste e se tornou uma tempestade tropical no dia 21. Depois de cruzar a ilha de Ainão, Frankie rapidamente se intensificou para tufão de 100 mph, 945 milibar sobre o Golfo de Tonquim. Atingiu o norte do Vietnã no dia 23 e dissipou 2 dias depois sobre a China. 104 pessoas foram mortas ou desaparecidas em associação com Frankie, e os números de danos no Vietnã são estimados em mais de 16,65 trilhões (US$ 1,4 bilhões) (dólares americanos de 1996).

### Tufão Gloria (Gloring)
A mesma monção que gerou Frankie também gerou uma depressão tropical em 19 de julho a leste das Filipinas. Dirigiu-se para noroeste, organizando-se lentamente em uma tempestade tropical no dia 22. No dia seguinte, Gloria atingiu a força do tufão e, um dia depois, atingiu o pico de vento de 100 mph. Gloria roçou a costa norte das Filipinas e virou para o norte para atingir Taiwan no dia 26. Após cruzar a ilha e o Estreito de Taiwan, Gloria atingiu a China onde se dissipou no dia 27. Gloria causou 23 vítimas, 20 das quais no norte das Filipinas. Além disso, o dano foi estimado em $ 20 milhões (1996 USD).

### Tufão Herb (Huaning)
Supertufão Herb foi a tempestade mais forte e maior de 1996. Herb atingiu as ilhas Ryūkyū, Taiwan e China. Os ventos máximos sustentados do ciclone atingiram 260 km/h (160 mph) sobre o oceano aberto. O sistema resultou em 590 vítimas e US$ 5 bilhões em danos (dólares de 1996).

### Depressão tropical Ian
Ian existiu de 27 a 31 de julho.

### Tempestade tropical severa Joy
Joy existiu de 29 de julho a 6 de agosto.

### Tufão Kirk (Isang)
Uma depressão de monção se desenvolveu em 28 de julho sobre o Oceano Pacífico aberto. Dirigiu-se para noroeste, consolidando-se lentamente para se tornar uma tempestade tropical no dia 5. Ao sul do Japão, Kirk derivou para o sudeste e voltou para o oeste, fortalecendo-se para um tufão no dia 8 durante o loop. Ele continuou lentamente para noroeste e, ao fazer uma curva para nordeste, Kirk atingiu um pico de ventos de 110 mph. O tufão atingiu o sudoeste do Japão nessa intensidade no dia 14. Enfraqueceu sobre o país e se dissipou no dia 16 sobre o norte do Pacífico. Kirk causou fortes inundações, resultando em pelo menos 2 mortes e danos moderados.

### Tempestade tropical Lisa
Lisa se desenvolveu sobre o Mar da China Meridional em 4 de agosto. A tempestade dirigiu-se para nordeste e atingiu a China em 6 de agosto, então se dissipou dois dias depois.

### Depressão tropical 15W
A depressão tropical 15W existiu de 11 a 17 de agosto.

### Depressão tropical Marty
O vale das monções gerou uma depressão tropical no sul da China em 11 de agosto. Ele derivou para o sudoeste, entrando no Golfo de Tonkin no dia 12. Um ciclone extremamente pequeno, atingiu força de tempestade tropical no dia 13 e um pico de 60 km/h no dia 14. Marty atingiu a costa no dia 14 no norte do Vietnã, onde se dissipou 3 dias depois. Embora pequeno e um tanto fraco, Marty conseguiu causar danos moderados e inundações, totalizando a morte de 125 com 107 pessoas desaparecidas.

### Depressão tropical 17W
A depressão tropical 17W existiu de 13 a 16 de agosto.

### Tufão Niki (Lusing)
Niki se desenvolveu em 16 de agosto. Atingiu Lução em 19 de agosto e depois cruzou o Mar da China Meridional. O tufão depois atingiu a costa em Ainão em 20 de agosto e norte do Vietnã em 21 de agosto. Niki se dissipou em 23 de agosto.

### Tufão Orson
Orson existiu de 20 de agosto a 3 de setembro.

### Tempestade tropical Piper
Piper existiu de 22 a 26 de agosto.

### Depressão tropical 21W
A depressão tropical 21W existiu de 25 a 29 de agosto.

### Tempestade tropical Rick
Rick existiu de 27 de agosto a 3 de setembro.

### Tufão Sally (Maring)
Em 2 de setembro, uma depressão tropical se desenvolveu bem a leste das Filipinas. Dirigiu-se para oeste-noroeste, atingindo força de tempestade tropical no dia 5 e força de tufão no dia 6. No dia 7, Sally se intensificou rapidamente para supertufão de 160 mph ao passar ao norte das Filipinas. Enfraqueceu ligeiramente, mas de forma constante, para tufão de 115 mph sobre o Mar da China Meridional, atingindo a Península de Leicheu da China no dia 9, e se dissipou no dia seguinte sobre o país. Sally trouxe fortes chuvas e danos à China, causando 114 vítimas, 110 pessoas desaparecidas e perdas econômicas estimadas em US$ 1,5 bilhões (1996 USD).

### Depressão tropical 24W (Ningning)
Ningning se desenvolveu-se em 6 de setembro. Atingiu Lução em 9 de setembro e depois entrou no Mar da China Meridional. Ningning se dissipou ao largo no Vietnã em 14 de setembro.

### Tufão Violet (Osang)
Violet existiu de 11 de setembro a 23 de setembro.

### Tufão Tom
Tom existiu de 11 de setembro a 21 de setembro.

### Tempestade tropical severa Willie
Uma monção ativa que também desenvolveu os tufões Tom (25W) e Violet (26W) gerou uma depressão tropical no Golfo de Tonkin em 16 de setembro. Ele se moveu no sentido anti-horário ao redor da Ilha de Ainão, tornando-se uma tempestade tropical no dia 17 e um tufão no dia 19. Atravessou o estreito de Ainão entre Ainão e a China e continuou na direção oeste-sudoeste através do Golfo de Tonkin. Willie atingiu o Vietnã no dia 22 e se dissipou no dia seguinte. O tufão resultou em 38 mortes por inundações. Os danos no Vietnã atingiram mais de 500 bilhões de dong (US$ 40 milhões, dólares de 1996).

### Tufão Yates
Yates durou de 19 de setembro a 1 de outubro.

### Tufão Zane (Paring)
Zane existiu de 23 de setembro a 3 de outubro.

### Depressão tropical Abel (Reming)
Nas Filipinas, Abel matou oito pessoas, deixou outras sete desaparecidas e causou $ 4,3 milhões (1996 USD, $ 2013 USD ) em danos.

### Depressão tropical 31W
A depressão tropical 31W existiu de 13 a 17 de outubro.

### Tempestade tropical severa Beth (Seniang)
Beth se desenvolveu em 13 de outubro. Atingiu Lução em 17 de outubro e depois atingiu o Mar da China Meridional. Em 21 de outubro, Beth desembarcou no Vietnã e se dissipou no dia seguinte. Uma pessoa havia se afogado no norte das Filipinas, na província de Ifugao, enquanto outras quatro permaneciam desaparecidas em outra província. O PAGASA registrou ventos sustentados de 120 km/h (75 mph) quando a tempestade atingiu a porção nordeste de Cagaiã.

### Tufão Carlo
Carlo existiu de 20 a 26 de outubro.

### Depressão tropical 34W
A depressão tropical 34W se formou sobre o Mar de Sulu em 24 de outubro. Atingiu Palauã no dia seguinte. Depois de cruzar o Mar da China Meridional, o 34W chegou à Tailândia em 30 de outubro. Atravessou a Península da Malásia e entrou na bacia norte do Oceano Índico mais tarde naquele dia. A tempestade se dissipou logo em seguida, mas depois se transformou no ciclone de Andhra Pradesh.

### Depressão tropical 35W
35W matou 60 pessoas e causou $138 milhões em danos.

### Tufão Dale (Ulpiang)
Um aglomerado de atividade de tempestade se formou a sudeste de Guam em 2 de novembro. O sistema se organizou lentamente, tornando-se uma depressão tropical em 4 de novembro. Permanecendo quase estacionária, a depressão se intensificou em uma tempestade tropical no final do dia. O ciclone então virou para o oeste, tornando-se um tufão em 7 de novembro. No final do dia, Dale passou ao sul de Guam trazendo ventos de até 74 kn (137 km/h) e mar alto que ultrapassava falésias 30 m de altura. Danos na ilha totalizaram US $ 3,5 milhões (dólares de 1996. ) Continuando a se intensificar, Dale se tornou um supertufão no Mar das Filipinas em 9 de novembro. Em 10 de novembro, Dale virou para o norte, fazendo uma recurva a leste das Filipinas. Em 14 de novembro, Dale acelerou leste-nordeste a mais de 60 kn (110 km/h) ao se tornar um ciclone extratropical.

### Tempestade tropical Ernie (Toyang)
Nas Filipinas, Ernie matou 24 pessoas, deixou outras 12 desaparecidas e causou $ 5,1 milhões em danos.

### Depressão tropical 38W
A tempestade tropical 38W existiu de 4 de novembro a 12 de novembro..

### Depressão tropical 39W
Depressão tropical 39W desenvolveu-se em 6 de novembro. Atingiu Lução em 8 de novembro e então se dissipou dois dias depois.

### Depressão tropical 40W
A depressão tropical 40W se desenvolveu-se em 25 de novembro. Ele atingiu Mindanao várias horas antes de se dissipar em 30 de novembro.

### Depressão tropical 41W
A depressão tropical 41W existiu sobre o Mar da China Meridional de 14 a 20 de dezembro.

### Tempestade tropical severa Fern
Uma depressão tropical se formou em 21 de dezembro, quando um centro de circulação de baixo nível começou a produzir convecção profunda. A depressão se transformou em uma tempestade tropical no dia seguinte e recebeu o nome de Fern pelo Joint Typhoon Warning Center (JTWC). A tempestade se intensificou lentamente em um tufão de categoria 1 na escala de ventos do furacão Saffir-Simpson, de acordo com o JTWC. Fern atingiu o pico ao norte de Yap em 26 de dezembro, com o JTWC avaliando ventos de 150 km/h (90 mph), enquanto o Centro Meteorológico Especializado Regional, Agência Meteorológica do Japão (JMA) avaliou ventos de pico de 110 km/h (70 mph), logo abaixo da força do tufão. A tempestade logo se tornou cortante e enfraqueceu lentamente. Fern continuou a enfraquecer para uma depressão tropical em 30 de dezembro. Ambas as agências interromperam os avisos mais tarde no mesmo dia.

### Greg depressão tropical
Duas monções ativas que também desenvolveram o tufão Fern e os ciclones do hemisfério sul Ophelia, Phil e Fergus geraram a depressão tropical 43W no Mar da China Meridional em 21 de dezembro. Devido à natureza das cristas, a depressão dirigiu-se para leste-sudeste, onde se fortaleceu na última tempestade tropical do ano no dia 24, Greg. Depois de atingir um pico de 45 kn (83 km/h) cruzou a parte norte de Bornéu no dia 25. Continuou na direção leste-sudeste até a dissipação no dia 27, ao sul das Filipinas. Greg causou grandes danos à propriedade em Bornéu devido a inundações torrenciais, resultando em 127 mortes e 100 pessoas desaparecidas.

## Nomes de tempestade
Durante a temporada, 30 ciclones tropicais nomeados se desenvolveram no Pacífico Ocidental e foram nomeados pelo Joint Typhoon Warning Center, quando foi determinado que eles se tornaram tempestades tropicais. Esses nomes foram contribuídos para uma lista revisada que começou em 1996.
| Ann   | Bart | Cam   | Dan | Eve    | Frankie | Gloria | Herb | Ian  | Joy  | Kirk  | Lisa | Marty | Niki | Orson |
| Piper | Rick | Sally | Tom | Violet | Willie  | Yates  | Zane | Abel | Beth | Carlo | Dale | Ernie | Fern | Greg  |

### Filipinas
| Asiang         | Biring                 | Konsing                | Ditang                             | Edeng                              |
| Gloring        | Huaning                | Isang                  | Lusing                             | Maring                             |
| Ningning       | Osang                  | Paring                 | Reming                             | Seniang                            |
| Toyang         | Ulpiang                | Welpring               | Yerling (sem usar) (sem ser usado) |                                    |
| Lista auxiliar |                        |                        |                                    |                                    |
|                |                        |                        |                                    | Apiang (sem usar)                  |
| Basiang        | Kayang (sem ser usado) | Dorang (sem ser usado) | Enang (sem ser usado)              | Grasing (sem usar) (sem ser usado) |

A Administração de Serviços Atmosféricos, Geofísicos e Astronômicos filipinos usa seu próprio esquema de nomenclatura para ciclones tropicais em sua área de responsabilidade. A PAGASA atribui nomes às depressões tropicais que se formam dentro de sua área de responsabilidade e a qualquer ciclone tropical que possa se mover para dentro de sua área de responsabilidade. Caso a lista de nomes para um determinado ano se revele insuficiente, os nomes são retirados de uma lista auxiliar, os primeiros 10 dos quais são publicados todos os anos antes do início da temporada. Os nomes não retirados desta lista serão usados novamente na temporada de 2000. Esta é a mesma lista usada na temporada de 1992. A PAGASA usa seu próprio esquema de nomenclatura que começa no alfabeto filipino, com nomes femininos filipinos terminando com "ng" (A, B, K, D, etc. ). Os nomes que não foram atribuídos/vão ser usados são marcados em cinzento.

## Efeitos da temporada
Esta tabela resume todos os sistemas que se desenvolveram ou se moveram para o Oceano Pacífico Norte, a oeste da Linha Internacional de Data durante 1997. As tabelas também fornecem uma visão geral da intensidade de um sistema, duração, áreas de terra afetadas e quaisquer mortes ou danos associados ao sistema.
| Nome                | Datas ativo                         | Classificação máxima       | Velocidade de vento sustentados | Pressão               | Áreas afetadas                              | Danos (USD)    | Fatalidades  | Refs                |
| ------------------- | ----------------------------------- | -------------------------- | ------------------------------- | --------------------- | ------------------------------------------- | -------------- | ------------ | ------------------- |
| TD                  | 12 de janeiro                       | Depressão tropical         | Não definido                    | 1008 hPa (29.77 inHg) | Filipinas                                   | Nenhum         | Nenhum       |                     |
| 01W (Asiang)        | 28 de fevereiro – 1 de março        | Tempestade tropical        | 65 km/h (40 mph)                | 998 hPa (29.47 inHg)  | Filipinas                                   | Nenhum         | Nenhum       |                     |
| Ann (Biring)        | 1 de abril – 10                     | Tempestade tropical        | 65 km/h (40 mph)                | 1000 hPa (29.53 inHg) | Ilhas Carolinas, Filipinas                  | Nenhum         | Nenhum       |                     |
| 03W                 | 25 de abril – 26                    | Depressão tropical         | 45 km/h (30 mph)                | 1004 hPa (29.65 inHg) | Nenhum                                      | Nenhum         | Nenhum       |                     |
| Bart (Konsing)      | 8 de maio – 18                      | Tufão                      | 175 km/h (110 mph)              | 930 hPa (27.46 inHg)  | Filipinas                                   | Nenhum         | Nenhum       |                     |
| Cam (Ditang)        | 18 de maio – 24                     | Tempestade tropical        | 75 km/h (45 mph)                | 994 hPa (29.35 inHg)  | Filipinas, Taiwan                           | Nenhum         | Nenhum       |                     |
| TD                  | 13 de junho – 15                    | Depressão tropical         | Não definido                    | 1004 hPa (29.65 inHg) | China meridional                            | Nenhum         | Nenhum       |                     |
| Dan                 | 5 de julho – 12                     | Tufão                      | 120 km/h (75 mph)               | 970 hPa (28.64 inHg)  | Japão                                       | Nenhum         | Nenhum       |                     |
| Eve                 | 13 de julho – 24                    | Tufão                      | 155 km/h (100 mph)              | 940 hPa (27.76 inHg)  | Japão                                       | Nenhum         | Nenhum       |                     |
| Frankie (Edeng)     | 20 de julho – 25                    | Tempestade tropical severa | 95 km/h (60 mph)                | 975 hPa (28.79 inHg)  | China meridional, Vietname                  | $1 400 000 000 | 104          | [ 5 ] [ 4 ]         |
| Gloria (Gloring)    | 21 de julho – 18                    | Tufão                      | 120 km/h (75 mph)               | 965 hPa (28.50 inHg)  | Filipinas, Taiwan, China                    | $20 000 000    | 23           |                     |
| Herb (Huaning)      | 23 de julho – 4 de agosto           | Tufão                      | 175 km/h (110 mph)              | 925 hPa (27.32 inHg)  | Ilhas Marianas, Taiwan, Ilhas Ryukyu, China | $5 000 000 000 | 284          |                     |
| Ian                 | 28 de julho – 29                    | Depressão tropical         | 75 km/h (45 mph)                | 1002 hPa (29.59 inHg) | Ilhas Marianas                              | Nenhum         | Nenhum       |                     |
| Joy                 | 29 de julho – 6 de agosto           | Tempestade tropical severa | 100 km/h (65 mph)               | 980 hPa (28.94 inHg)  | Nenhum                                      | Nenhum         | Nenhum       |                     |
| TD                  | 31 de julho                         | Depressão tropical         | Não definido                    | 1004 hPa (29.65 inHg) | Ilhas Carolinas                             | Nenhum         | Nenhum       |                     |
| TD                  | 2 de agosto – 3                     | Depressão tropical         | Não definido                    | 998 hPa (29.47 inHg)  | China meridional                            | Nenhum         | Nenhum       |                     |
| Kirk (Isang)        | 3 de agosto – 15                    | Tufão                      | 140 km/h (85 mph)               | 955 hPa (28.20 inHg)  | Japão                                       | Nenhum         | 2            |                     |
| Lisa                | 5 de agosto – 9                     | Depressão tropical         | 55 km/h (35 mph)                | 996 hPa (29.41 inHg)  | China meridional                            | Nenhum         | Nenhum       |                     |
| TD                  | 7 de agosto                         | Depressão tropical         | Não definido                    | 1002 hPa (29.59 inHg) | Nenhum                                      | Nenhum         | Nenhum       |                     |
| 15W                 | 12 de agosto – 16                   | Depressão tropical         | 55 km/h (35 mph)                | 998 hPa (29.47 inHg)  | Nenhum                                      | Nenhum         | Nenhum       |                     |
| TD                  | 12 de agosto                        | Depressão tropical         | Não definido                    | 1002 hPa (29.59 inHg) | China meridional                            | Nenhum         | Nenhum       |                     |
| Marty               | 12 de agosto – 16                   | Depressão tropical         | 95 km/h (60 mph)                | 998 hPa (29.47 inHg)  | China meridional, Vietname                  | $198 000 000   | 125          |                     |
| 17W                 | 14 de agosto – 16                   | Depressão tropical         | 55 km/h (35 mph)                | 1008 hPa (29.77 inHg) | Nenhum                                      | Nenhum         | Nenhum       |                     |
| Niki (Lusing)       | 17 de agosto – 23                   | Tufão                      | 140 km/h (85 mph)               | 955 hPa (28.20 inHg)  | Filipinas, Vietname, China meridional       | $65 000 000    | Desconhecido |                     |
| TD                  | 17 de agosto                        | Depressão tropical         | Não definido                    | 1008 hPa (29.77 inHg) | Nenhum                                      | Nenhum         | Nenhum       |                     |
| Orson               | 20 de agosto – 3 de setembro        | Tufão                      | 140 km/h (85 mph)               | 955 hPa (28.20 inHg)  | Ilhas Marianas                              | Nenhum         | Nenhum       |                     |
| TD                  | 21 de agosto – 22                   | Depressão tropical         | Não definido                    | 1008 hPa (29.77 inHg) | Nenhum                                      | Nenhum         | Nenhum       |                     |
| Piper               | 22 de agosto – 26                   | Tempestade tropical        | 75 km/h (45 mph)                | 996 hPa (29.41 inHg)  | Nenhum                                      | Nenhum         | Nenhum       |                     |
| TD                  | 25 de agosto – 26                   | Depressão tropical         | Não definido                    | 1008 hPa (29.77 inHg) | Nenhum                                      | Nenhum         | Nenhum       |                     |
| 21W                 | 26 de agosto – 27                   | Depressão tropical         | 45 km/h (30 mph)                | 1008 hPa (29.77 inHg) | Nenhum                                      | Nenhum         | Nenhum       |                     |
| Rick                | 28 de agosto – 1 de setembro        | Depressão tropical         | 65 km/h (40 mph)                | 1004 hPa (29.65 inHg) | Nenhum                                      | Nenhum         | Nenhum       |                     |
| Sally (Maring)      | 4 de setembro – 10                  | Tufão                      | 155 km/h (100 mph)              | 940 hPa (27.76 inHg)  | Filipinas, China meridional                 | $1 500 000 000 | 140          |                     |
| 24W (Ningning)      | 10 de setembro – 14                 | Depressão tropical         | 85 km/h (50 mph)                | 996 hPa (29.41 inHg)  | Filipinas, Vietname                         | Nenhum         | Nenhum       |                     |
| Violet (Osang)      | 11 de setembro – 23                 | Tufão                      | 165 km/h (105 mph)              | 935 hPa (27.32 inHg)  | Japão                                       | Nenhum         | Nenhum       |                     |
| Tom                 | 12 de setembro – 20                 | Tufão                      | 130 km/h (80 mph)               | 965 hPa (28.50 inHg)  | Ilhas Marianas                              | Nenhum         | Nenhum       |                     |
| Willie              | 15 de setembro – 23                 | Tempestade tropical severa | 100 km/h (65 mph)               | 985 hPa (29.09 inHg)  | China meridional, Vietname, Camboja, Laos   | $40 000 000    | 38           | [ 5 ]               |
| Yates               | 21 de setembro – 1 de outubro       | Tufão                      | 165 km/h (105 mph)              | 935 hPa (27.32 inHg)  | Ilhas Marianas                              | Nenhum         | Nenhum       |                     |
| Zane (Paring)       | 23 de setembro – 3 de outubro       | Tufão                      | 150 km/h (90 mph)               | 950 hPa (28.05 inHg)  | Ilhas Marshall, Ilhas Marianas              | Nenhum         | Nenhum       |                     |
| Abel (Reming)       | 10 de outubro – 17                  | Depressão tropical         | 95 km/h (60 mph)                | 1002 hPa (29.59 inHg) | Filipinas, Vietname                         | $4 300 000     | 8            |                     |
| Beth (Seniang)      | 11 de outubro – 22                  | Tempestade tropical severa | 110 km/h (70 mph)               | 975 hPa (28.79 inHg)  | Filipinas, Vietnam                          | Desconhecido   | 1            | [carece de fontes?] |
| 31W                 | 15 de outubro – 16                  | Depressão tropical         | 55 km/h (35 mph)                | 1006 hPa (29.41 inHg) | Ilhas Marianas                              | Nenhum         | Nenhum       |                     |
| Carlo               | 20 de outubro – 26                  | Tufão                      | 130 km/h (80 mph)               | 965 hPa (28.50 inHg)  | Ilhas Marianas                              | Nenhum         | Nenhum       |                     |
| 34W                 | 24 de outubro – 25                  | Depressão tropical         | 55 km/h (35 mph)                | 1006 hPa (29.41 inHg) | Ilhas Marianas                              | Nenhum         | Nenhum       |                     |
| 35W                 | 1 de novembro – 3                   | Depressão tropical         | 75 km/h (45 mph)                | 998 hPa (29.47 inHg)  | Vietname                                    | $138 000 000   | 60           |                     |
| Dale (Ulpiang)      | 3 de novembro – 13                  | Tufão                      | 135 km/h (105 mph)              | 930 hPa (27.46 inHg)  | Ilhas Carolinas, Ilhas Marianas             | Nenhum         | Nenhum       |                     |
| Ernie (Toyang)      | 4 de novembro – 16                  | Tempestade tropical        | 75 km/h (45 mph)                | 996 hPa (29.41 inHg)  | Filipinas                                   | $5 100 000     | 24           |                     |
| 38W                 | 5 de novembro – 8                   | Depressão tropical         | 95 km/h (60 mph)                | 1000 hPa (29.53 inHg) | Wake Island                                 | Nenhum         | Nenhum       |                     |
| 39W                 | 7 de novembro – 8                   | Depressão tropical         | 55 km/h (35 mph)                | 1006 hPa (29.41 inHg) | Ilhas Marianas                              | Nenhum         | Nenhum       |                     |
| 40W                 | 24 de novembro – 26                 | Depressão tropical         | 45 km/h (30 mph)                | 1002 hPa (29.59 inHg) | Ilhas Marianas                              | Nenhum         | Nenhum       |                     |
| 41W                 | 14 de dezembro – 20                 | Depressão tropical         | 55 km/h (35 mph)                | 1000 hPa (29.53 inHg) | Nenhum                                      | Nenhum         | Nenhum       |                     |
| Fern                | 21 de dezembro – 29                 | Tempestade tropical severa | 110 km/h (70 mph)               | 975 hPa (28.79 inHg)  | Ilhas Carolinas, Ilhas Marianas             | $3 000 000     | Nenhum       |                     |
| Greg                | 24 de dezembro – 27                 | Depressão tropical         | 85 km/h (50 mph)                | 1002 hPa (29.59 inHg) | Malásia, Filipinas, Borneo                  | Nenhum         | 127          |                     |
| Totais da temporada |                                     |                            |                                 |                       |                                             |                |              |                     |
| 52 sistemas         | Janeiro 12 – 29 de dezembro de 1996 |                            | 175 km/h (110 mph)              | 925 hPa (27.32 inHg)  |                                             | $8 115 000 000 | 936          |                     |